# Alexandre Pierre
Alexandre Pierre (Aubervilliers, 5 luglio 2001) è un calciatore francese naturalizzato haitiano, portiere del Sochaux e della nazionale haitiana.

## Carriera

### Club
Pierre ha iniziato la sua carriera con le riserve del Laval nel 2018. Dal 2019 al 2020 ha giocato nelle riserve dell'Angers. Nel maggio 2020 è passato allo Strasburgo, venendo assegnato anche in questo caso alla squadra B. Il 31 maggio 2021 ha firmato il suo primo contratto professionistico valido fino al 2025 ed il 2 dicembre successivo è stato prestato all'Annecy per la seconda parte di stagione.

### Nazionale
Nel maggio 2022 è stato convocato per la prima volta dalla nazionale haitiana. Ha debuttato il 4 giugno contro Bermuda in CONCACAF Nations League.
Nel 2023 è stato incluso nella lista dei 23 convocati per la CONCACAF Gold Cup 2023.

## Statistiche

### Presenze e reti nei club
Statistiche aggiornate al 23 giugno 2023.
| Stagione            | Squadra             | Campionato          | Campionato | Campionato | Coppe nazionali | Coppe nazionali | Coppe nazionali | Coppe continentali | Coppe continentali | Coppe continentali | Altre coppe | Altre coppe | Altre coppe | Totale | Totale |
| Stagione            | Squadra             | Comp                | Pres       | Reti       | Comp            | Pres            | Reti            | Comp               | Pres               | Reti               | Comp        | Pres        | Reti        | Pres   | Reti   |
| ------------------- | ------------------- | ------------------- | ---------- | ---------- | --------------- | --------------- | --------------- | ------------------ | ------------------ | ------------------ | ----------- | ----------- | ----------- | ------ | ------ |
| 2018-2019           | Laval 2             | N3                  | 2          | -3         |                 | -               | -               |                    | -                  | -                  |             | -           | -           | 2      | -3     |
| 2019-2020           | Angers 2            | N2                  | 0          | 0          |                 | -               | -               |                    | -                  | -                  |             | -           | -           | 0      | 0      |
| 2020-2021           | Strasburgo 2        | N3                  | 6          | -10        |                 | -               | -               |                    | -                  | -                  |             | -           | -           | 6      | -10    |
| ago.-dic. 2021      | Strasburgo 2        | N3                  | 5          | -4         |                 | -               | -               |                    | -                  | -                  |             | -           | -           | 5      | -4     |
| dic. 2021-2022      | Annecy              | N                   | 0          | 0          |                 | -               | -               |                    | -                  | -                  |             | -           | -           | 0      | 0      |
| 2022-2023           | Strasburgo 2        | N3                  | 9          | -9         |                 | -               | -               |                    | -                  | -                  |             | -           | -           | 9      | -9     |
| Totale Strasburgo 2 | Totale Strasburgo 2 | Totale Strasburgo 2 | 20         | -23        |                 | -               | -               |                    | -                  | -                  |             | -           | -           | 20     | -23    |
| Totale carriera     | Totale carriera     | Totale carriera     | 22         | -26        |                 | -               | -               |                    | -                  | -                  |             | -           | -           | 22     | -26    |

### Cronologia presenze e reti in nazionale
| Cronologia completa delle presenze e delle reti in nazionale ― Haiti | Cronologia completa delle presenze e delle reti in nazionale ― Haiti | Cronologia completa delle presenze e delle reti in nazionale ― Haiti | Cronologia completa delle presenze e delle reti in nazionale ― Haiti | Cronologia completa delle presenze e delle reti in nazionale ― Haiti | Cronologia completa delle presenze e delle reti in nazionale ― Haiti | Cronologia completa delle presenze e delle reti in nazionale ― Haiti | Cronologia completa delle presenze e delle reti in nazionale ― Haiti |
| Data                                                                 | Città                                                                | In casa                                                              | Risultato                                                            | Ospiti                                                               | Competizione                                                         | Reti                                                                 | Note                                                                 |
| -------------------------------------------------------------------- | -------------------------------------------------------------------- | -------------------------------------------------------------------- | -------------------------------------------------------------------- | -------------------------------------------------------------------- | -------------------------------------------------------------------- | -------------------------------------------------------------------- | -------------------------------------------------------------------- |
| 4-6-2022                                                             | Hamilton                                                             | Bermuda                                                              | 0 – 0                                                                | Haiti                                                                | CONCACAF Nations League 2022-2023 - 1º turno                         | -                                                                    |                                                                      |
| 15-6-2022                                                            | Santo Domingo                                                        | Haiti                                                                | 6 – 0                                                                | Guyana                                                               | CONCACAF Nations League 2022-2023 - 1º turno                         | -                                                                    | 46’                                                                  |
| 25-3-2023                                                            | Lookout                                                              | Montserrat                                                           | 0 – 4                                                                | Haiti                                                                | CONCACAF Nations League 2022-2023 - 1º turno                         | -                                                                    |                                                                      |
| 13-6-2023                                                            | West Palm Beach                                                      | Haiti                                                                | 3 – 1                                                                | Saint Kitts e Nevis                                                  | Amichevole                                                           | -1                                                                   |                                                                      |
| 20-6-2023                                                            | West Palm Beach                                                      | Haiti                                                                | 0 – 0                                                                | Trinidad e Tobago                                                    | Amichevole                                                           | -                                                                    |                                                                      |
| 25-6-2023                                                            | Houston                                                              | Haiti                                                                | 2 – 1                                                                | Qatar                                                                | Gold Cup 2023 - 1º turno                                             | -1                                                                   |                                                                      |
| 30-6-2023                                                            | Glendale                                                             | Haiti                                                                | 1 – 3                                                                | Messico                                                              | Gold Cup 2023 - 1º turno                                             | -3                                                                   |                                                                      |
| 2-7-2023                                                             | Charlotte                                                            | Honduras                                                             | 2 – 1                                                                | Haiti                                                                | Gold Cup 2023 - 1º turno                                             | -2                                                                   |                                                                      |
| 23-3-2024                                                            | Cayenne                                                              | Guyana francese                                                      | 1 – 1                                                                | Haiti                                                                | Amichevole                                                           | -1                                                                   |                                                                      |
| 14-10-2024                                                           | Oranjestad                                                           | Aruba                                                                | 3 – 5                                                                | Haiti                                                                | CONCACAF Nations League 2024-2025                                    | -1                                                                   | 25’                                                                  |
| 18-11-2024                                                           | Mayaguez                                                             | Porto Rico                                                           | 0 – 3                                                                | Haiti                                                                | CONCACAF Nations League 2024-2025                                    | -                                                                    |                                                                      |
| 22-3-2025                                                            | Baku                                                                 | Azerbaigian                                                          | 0 – 3                                                                | Haiti                                                                | Amichevole                                                           | -                                                                    |                                                                      |
| Totale                                                               |                                                                      | Presenze                                                             | 12                                                                   |                                                                      | Reti                                                                 | -9                                                                   |                                                                      |